# Ranunculus millefolius
Ranunculus millefolius Banks & Sol. – gatunek rośliny z rodziny jaskrowatych (Ranunculaceae Juss.). Występuje naturalnie w Azji Zachodniej.

## Rozmieszczenie geograficzne
Rośnie naturalnie na Cyprze, w Turcji, Izraelu, Libanie, Syrii, Iraku oraz w północno-zachodniej części Iranu. Na Cyprze został zaobserwowany w północnej i wschodniej części wyspy, jednak bez półwyspu Karpas. W Izraelu gatunek ten rośnie powszechnie na Wzgórzach Golan, w Dolinie Hula, Górnej Galilei oraz na Wyżynie Judzkiej. Natomiast rzadko spotykany jest na równinie Szaron i w Samarii, a w masywie Hermonu, w Dolinie Kinaret, na wzgórzach Gilboa, w Zachodniej Galilei oraz na Pustyni Judzkiej jest spotykany bardzo rzadko. W Jordanii występuje powszechnie w regionach Gilead oraz Ammon, natomiast w Edomie jest bardzo rzadko spotykany.

## Morfologia
PokrójBylina o lekko owłosionych pędach. Dorasta do 12–30 cm wysokości. Korzenie są bulwiaste.
LiścieSą potrójnie pierzaste, złożone z podłużnie liniowych segmentów. Ogonek liściowy jest owłosiony i ma 3–9 cm długości.
KwiatySą zebrane w kwiatostanach. Pojawiają się na szczytach pędów. Mają żółtą barwę. Dorastają do 15–25 mm średnicy. Mają 5 podłużnie owalnych działek kielicha, które dorastają do 6–8 mm długości. Mają 5 eliptycznie owalnych płatków o długości 10–14 mm.
OwoceNagie niełupki o długości 4–5 mm. Tworzą owoc zbiorowy – wieloniełupkę o cylindrycznym kształcie.

## Biologia i ekologia
Rośnie na terenach skalistych, stepach i polanach w lasach. Występuje na wysokości do 1000 m n.p.m. Kwitnie od lipca do września.

## Zmienność
W obrębie tego gatunku oprócz podgatunku nominatywnego wyróżniono jeden podgatunek:
- Ranunculus millefolius subsp. hierosolymitanus (Boiss.) P.H.Davis

## Ochrona
Na Cyprze R. millefolius ma status gatunku zagrożonego.